# Sol Linowitz
Sol Myron Linowitz (* 17. Dezember 1913 in Trenton, New Jersey; † 18. März 2005 in Washington, D.C.) war ein US-amerikanischer Jurist, Diplomat und Unternehmer, der 1977 im Auftrag von US-Präsident Jimmy Carter die Übergabe des Panamakanals an Panama aushandelte und 1998 mit der Presidential Medal of Freedom geehrt wurde.

## Leben

### Studium und Aufstieg zum Vorstandsvorsitzenden der Xerox Corporation
Nach dem Schulbesuch studierte Linowitz zunächst am Hamilton College in Clinton, wo er 1935 einen Bachelor of Arts (B.A.) erwarb. Ein darauf folgendes postgraduales Studium der Rechtswissenschaften an der Law School der Cornell University in Ithaca schloss er 1938 mit einem Bachelor of Laws (LL.B.) ab. Während seines letzten Studienjahrs war er von 1937 bis 1938 auch Chefredakteur der Cornell Law Review und wurde außerdem in dieser Zeit Mitglied der akademischen Verbindung Phi Beta Kappa. Nach seiner anschließenden anwaltlichen Zulassung war er einige Jahre als Rechtsanwalt tätig.
Während des Zweiten Weltkrieges war er von 1942 bis 1944 sowohl bei der Behörde für Preisbildung als auch von 1942 bis 1946 im Büro des Chefrechtsberaters des Marineministeriums (US Department of the Navy) in Washington, D.C., tätig. Zugleich leistete er von 1944 bis 1946 seinen Militärdienst bei der US Navy.
1943 trat er zudem als Manager in das Technologie- und Dienstleistungsunternehmen Xerox ein und war dort zuletzt von 1960 bis 1966 Vorstandsvorsitzender. Während dieser Zeit erfolgte 1961 der Börsengang des Unternehmens an der New York Stock Exchange (NYSE) sowie die Umbenennung der bisherigen Haloid Company Inc. in Xerox Corporation am 18. April 1961.

### Botschafter und Träger der Presidential Medal of Freedom
Am 15. November 1966 wurde er von US-Präsident Lyndon B. Johnson als Nachfolger von Ellsworth Bunker zum Botschafter bei der Organisation Amerikanischer Staaten (OAS) ernannt und bekleidete dieses Amt bis zu seiner Ablösung durch Joseph J. Jova am 15. Juli 1969. Zugleich begann er sein Engagement als Trustee verschiedener Bildungseinrichtungen und war zwischen 1966 und 1995 Trustee der Cornell University. Daneben war er zeitweilig auch Trustee des Hamilton College, der Johns Hopkins University, der University of Rochester sowie der Eastman School of Music (ESM).
1977 ernannte ihn US-Präsident Jimmy Carter zum Unterhändler bei den Vertragsverhandlungen über die Rückgabe des Panamakanals an Panama. Am 7. September 1977 kam es zur Unterzeichnung der nach Carter und Omar Torrijos, dem Präsidenten Panamas, benannten Torrijos-Carter-Verträge. Diese sahen eine Übergabe des Kanals an Panama bis zum 1. Januar 2000 vor. Die Übergabe wurde schließlich am 31. Dezember 1999 vollzogen.
Danach berief ihn Präsident Carter 1979 zum Sonderbotschafter für den Mittleren Osten. Dieses Amt behielt er bis zum Amtsantritt von Präsident Ronald Reagan am 20. Januar 1981. Linowitz, der von 1984 bis 1989 Vorsitzender der American Academy of Diplomacy war, engagierte sich außerdem in der American Academy of Arts and Sciences (Mitglied seit 1968), im American Jewish Committee und im Council on Foreign Relations.
1998 wurde Sol Linowitz von US-Präsident Bill Clinton mit der Presidential Medal of Freedom geehrt, die neben der gleichrangigen Congressional Gold Medal eine der beiden höchsten zivilen Auszeichnungen der Vereinigten Staaten von Amerika ist.

## Veröffentlichungen
- International business-government relations, Mitautoren Charles Habib Malik und Daniel Parker, Washington, D.C. 1970
- This troubled urban world, Claremont 1974
- World hunger, a challenge to American policy, New York City 1980, ISBN 0871-24065-3
- The making of a public man. A memoir, Boston 1985, ISBN 0316-52689-4
- The betrayed profession. Lawyering at the End of the 20th Century, Mitautor Martin Mayer, New York 1994, ISBN 0684-19416-3